# Franz Hermann Troschel
Franz Hermann Troschel (Spandau bij Berlijn, 10 oktober 1810 - Bonn, 6 november 1882) was een Duits zoöloog.
Troschel werd geboren in Spandau en studeerde natuurwetenschappen en wiskunde aan de Universiteit van Berlijn. 
Begin 1840 werd hij assistent van Martin Lichtenstein bij het Humboldt Museum in Berlijn. In 1849 werd hij hoogleraar in de zoölogie en de natuurwetenschappen aan de universiteit van Bonn. 
Hij beschreef, classificeerde en benoemde veel soorten weekdieren, vissen en reptielen en amfibieën.

## Taxa

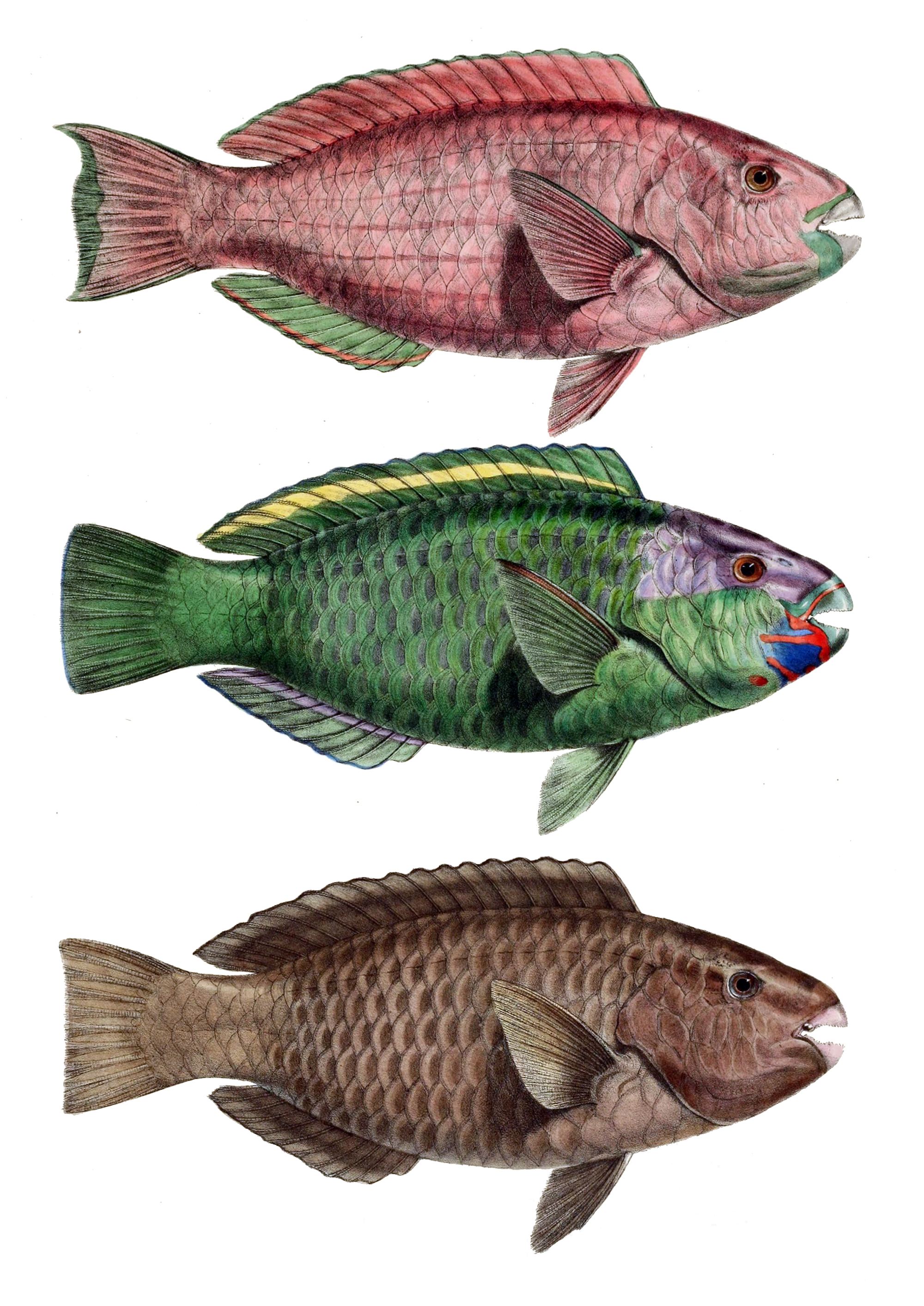
Verschillende vormen van Chlorurus troschelii

Voorbeelden van door Troschel beschreven en benoemde soorten zijn:
- De dove leguaan (Cophosaurus texanus), een hagedis uit de familie Phrynosomatidae.
- De platte schijfhoren (Anisus vorticulus), een slakkensoort uit de familie van de Planorbidae.
- Grammoplites suppositus, een straalvinnige vissensoort uit de familie van de platkopvissen (Platycephalidae).
- Amblyrhynchotes, een geslacht van straalvinnige vissen uit de familie van de kogelvissen (Tetraodontidae).

De meeste soorten heeft Troschel samen met Johannes Peter Müller beschreven; ze worden in dat geval ook samen als auteur genoemd: Müller & Troschel 
Een paar van de soorten die naar Troschel vernoemd zijn:   
- Troschel's zeester (Evasterias troschelii)
- Troschel's papegaaivis (Chlorurus troschelii)
- Troschel's murex (Murex troschelii)
- Bithynia troschelii, een zoetwaterslak

## Enkele publicaties
- Über die Gattungen der Ophiuren. Archiv für Naturgeschichte, 6: 327–330 (met Johannes Peter Müller).
- System der Asteriden. Braunschweig, 1842 (met Johannes Peter Müller).
- Über die Bedeutsamkeit des naturgeschichtlichen Unterrichts. Berlijn, 1845.
- Horae ichthyologicae. Berlijn 1845–49, 3 delen (met Johannes Peter Müller).
- Handbuch der Zoologie, 3e tot 7e druk, Berlijn 1848/1853/1859/1864/1871
- Das Gebiß der Schnecken zur Begründung einer natürlichen Klassifikation, Berlijn 1856–1879.
- Archiv für Naturgeschichte, Berlijn, deel 15 (1849) tot 48 (1882) online

- Gemeinsame Normdatei: 117423300
- International Standard Name Identifier: 0000 0000 7990 4141
- Library of Congress Control Number: no99024176
- Nederlandse Thesaurus van Auteursnamen: 261613057
- Système universitaire de documentation: 143368443
- Virtual International Authority File: 35233712
- WorldCat: E39PBJtcF6D6CPwJP4gcVVB3wC